# Reign
Reign är en amerikansk TV-serie skapad av Laurie McCarthy och Stephanie SenGupta. Den är baserad på den skotska drottningen Maria Stuart (Mary, Queen of Scots) som kom som tonåring till Frankrike på 1550-talet för att gifta sig med kronprinsen Frans II. Serien följer Mary, hennes hovdamer, det franska kungahuset och i de sista säsongerna även det som händer i England och Skottland under tiden. Reign hade premiär 17 oktober 2013 på The CW. I Sverige har serien visats i TV4.

## Rollista

### Större roller
- Adelaide Kane - Mary Stuart av Skottland
- Megan Follows - Catherine de Medici
- Torrance Coombs - Sebastian "Bash" de Poitiers
- Toby Regbo - Francis II av Frankrike
- Celina Sinden - Greer
- Anna Popplewell - Lola
- Caitlin Stasey - Kenna
- Alan van Sprang - Henry II av Frankrike
- Jenessa Grant - Aylee
- Jonathan Keltz - Leith Bayard
- Craig Parker - Stéphane Narcisse
- Rose Williams - Claude de Valois
- Sean Teale - Louis av Condé
- Rachel Skarsten - Elizabeth I av England
- Charlie Carrick - Robert Dudley
- Ben Geurens - Gideon Blackburn
- Spencer MacPherson - Charles IX
- Dan Jeannotte - James Stuart
- Jonathan Goad - John Knox
- Will Kemp - Lord Darnley

### Återkommande roller
- Rossif Sutherland - Nostradamus
- Anastasia Phillips - Leeza de Valois
- Amy Brenneman - Marie de Guise
- Nick Slater - Henri de Valois
- Michael Therriault - Aloysius Castleroy
- Anna Walton - Diane de Poitiers
- Katie Boland - Clarissa
- Gil Darnell - Hertigen av Guise
- Yael Grobglas - Olivia d'Amencourt
- Kathryn Prescott - Penelope
- Giacomo Gianniotti - Remy "Lord Julien"
- Alexandra Ordolis - Delphine
- Ben Aldridge - Antoine av Navarra
- Vince Nappo - Renaude
- Mark Ghanimé - Don Carlos av Spanien
- Clara Pasieka - Amy Dudley
- Tom Everett Scott - William Cecil
- Nick Lee - Nicholas
- Nathaniel Middleton - Christophe
- Nola Augustsson - Lady Lennox
- Steve Lund - Luc Narcisse
- Adam Croasdell - Lord Bothwell